# Număr Prandtl
În transmiterea căldurii numărul Prandtl (Pr) este o mărime adimensională, numit după fizicianul german Ludwig Prandtl, definit ca raportul dintre difuzivitatea moleculară a impulsului și difuzivitatea moleculară a căldurii, adică raportul dintre viscozitatea cinematică și difuzivitatea termică:
{\displaystyle \mathrm {Pr} ={\frac {\nu }{a}}={\frac {\mu /\rho }{\lambda /(c_{p}\rho )}}={\frac {c_{p}\mu }{\lambda }}}
unde:
{\displaystyle \nu } este viscozitatea cinematică, {\displaystyle \nu =\mu /\rho }, [m2/s];
{\displaystyle a} este difuzivitatea termică, {\displaystyle a=\lambda /(\rho c_{p})}, [m2/s];
{\displaystyle \mu } este viscozitatea dinamică, [Pa s] = [N s/m2];
{\displaystyle \lambda } este conductivitatea termică, [W/mK];
{\displaystyle c_{p}} este capacitatea termică masică, [J/kgK];
{\displaystyle \rho } este densitatea, [kg/m3].
De reținut că în timp ce numărul Reynolds și numărul Grashof sunt în funcție de o variabilă de scară (lungimea caracteristică), numărul Prandtl nu conține o astfel de variabilă de lungime și depinde doar de fluid și de starea sa. Numărul Prandtl se găsește adesea în tabelele de proprietăți alături de alte proprietăți, cum ar fi viscozitatea și conductivitatea termică.
Analogul numărului Prandtl în transferul de masă este numărul Schmidt, iar raportul dintre numărul Prandtl și numărul Schmidt este numărul Lewis.

## Valori experimentale

### Valori tipice
Pentru majoritatea gazelor, într-o gamă largă de temperaturi și presiuni, Pr este aproximativ constant. Prin urmare, poate fi utilizat pentru a determina conductivitatea termică a gazelor la temperaturi ridicate, unde aceasta este dificil de măsurat experimental din cauza formării curenților de convecție.
Valori tipice pentru Pr sunt:
- 0,003 pentru potasiu topit la 975 K[2]
- c. 0,015 pentru mercur
- 0,065 pentru litiu topit la 975 K[2]
- c. 0,16–0,7 pentru amestecuri de gaze nobile sau gaze nobile și hidrogen
- 0,63 pentru oxigen[2]
- c. 0,71 pentru aer și multe alte gaze
- 1,38 pentru amoniac gazos[2]
- între 4 și 5 pentru agentul frigorific R-12
- c. 7,56 pentru apă la 18 °C
- 13,4 și 7,2 pentru apă de mare (sărată) la 0 °C, respectiv la 20 °C
- 50 pentru n-butanol[2]
- între 100 și 40000 pentru ulei de motor
- 1000 pentru glicerol[2]
- 10000 pentru topituri de polimeri[2]
- în jur de 1×1025 pentru mantaua Pământului.

### Relații empirice pentru calculul numărului Prandtl pentru aer și apă
Pentru aer la presiunea de 1 bar numerele Prandtl în intervalul de temperaturi de −100 °C și +500 °C pot fi calculate folosind relația următoare:
{\displaystyle \mathrm {Pr} _{\text{aer}}={\frac {10^{9}}{1,1t^{3}-1200t^{2}+322000t+1,393\cdot 10^{9}}}}
unde {\displaystyle t} este temperatura în grade Celsius. Relația are abateri de cel mult 0,1 % față de valorile date în literatura de specialitate.
Numerele Prandtl pentru apă la 1 bar pot fi determinate în intervalul de temperaturiă între 0 °C și 90 °C folosind relația următoare:
{\displaystyle \mathrm {Pr} _{\text{apa}}={\frac {50000}{t^{2}+155t+3700}}}
unde {\displaystyle t} este temperatura în grade Celsius. Relația are abateri de cel mult 1 % față de valorile date în literatura de specialitate.

## Interpretare fizică
La valori mici ale numărului Prandtl, Pr ≪ 1, înseamnă că în comportamentul substanței domină difuzivitatea termică, în timp ce pentru valori mari, Pr ≫ 1, domină viscozitatea cinematică. De exemplu, valoarea de mai sus pentru mercur lichid indică faptul că conducția termică este mai semnificativă în comparație cu convecția, deci difuzivitatea termică este dominantă. La uleiul de motor, care are viscozitate mare și conductivitate termică mică, predomină comportarea viscoasă.
Pentru gaze, numerele Prandtl sunt de aproximativ 1, ceea ce indică faptul că atât impulsul (datorită viscozității), cât și căldura se disipă prin fluid cu aproximativ aceeași viteză. Față de impuls, căldura se transmite foarte repede în metalele lichide (Pr ≪ 1) și foarte lent în uleiuri (Pr ≫ 1). În consecință, stratul limită termic este mult mai gros pentru metalele lichide și mult mai subțire pentru uleiuri față de stratul limită hidrodinamic.
În straturile limită laminare, raportul dintre grosimea stratului limită termic și cel hidrodinamic pe o placă plană este bine aproximat de:
{\displaystyle {\frac {\delta _{t}}{\delta }}=\mathrm {Pr} ^{-{\frac {1}{3}}}\quad {\text{valabilă pentru}}\quad 0,6\leq \mathrm {Pr} \leq 50}
unde {\displaystyle \delta _{t}} este grosimea stratului limită termic iar {\displaystyle \delta } este grosimea stratului limită hidrodinamic.
Pentru curgerea incompresibilă pe o placă plană, cele două relații pentru numărul Nusselt sunt asimptotic corecte:
{\displaystyle \mathrm {Nu} _{x}=0,339\mathrm {Re} _{x}^{\frac {1}{2}}\mathrm {Pr} ^{\frac {1}{3}},\quad {\text{valabil pentru}}\quad \mathrm {Pr} \to \infty ,}
{\displaystyle \mathrm {Nu} _{x}=0,565\mathrm {Re} _{x}^{\frac {1}{2}}\mathrm {Pr} ^{\frac {1}{2}},\quad {\text{valabil pentru}}\quad \mathrm {Pr} \to 0,}
unde {\displaystyle \mathrm {Re} } este numărul Reynolds.
Aceste două soluții asimptotice pot fi combinate folosind conceptul de normă:
{\displaystyle \mathrm {Nu} _{x}={\frac {0,3387\mathrm {Re} _{x}^{\frac {1}{2}}\mathrm {Pr} ^{\frac {1}{3}}}{\left(1+\left({\frac {0,0468}{\mathrm {Pr} }}\right)^{\frac {2}{3}}\right)^{\frac {1}{4}}}},\quad {\text{valabil pentru}}\quad \mathrm {Re} \mathrm {Pr} >100}